# Antonio Castillo (nadador)
Antonio Castillo es un deportista mexicano que compitió en natación adaptada. Ganó cinco medallas en los Juegos Paralímpicos de Verano en los años 1976 y 1980.

## Palmarés internacional
| Juegos Paralímpicos | Juegos Paralímpicos   | Juegos Paralímpicos | Juegos Paralímpicos |
| Año                 | Lugar                 | Medalla             | Prueba              |
| ------------------- | --------------------- | ------------------- | ------------------- |
| 1976                | Toronto (Canadá)      | Medalla de plata    | 100 m espalda 6     |
| 1976                | Toronto (Canadá)      | Medalla de bronce   | 100 m mariposa 6    |
| 1976                | Toronto (Canadá)      | Medalla de bronce   | 150 m estilos 6     |
| 1976                | Toronto (Canadá)      | Medalla de bronce   | 4 × 50 m libre 2-6  |
| 1980                | Arnhem (Países Bajos) | Medalla de bronce   | 100 m espalda 6     |